# Danny McLennan
Daniel Morrison McLennan dit Danny McLennan est un footballeur puis entraîneur écossais, né le 5 mai 1925 à Stirling et mort le 11 mai 2004 à Crail dans le comté de Fife.
Évoluant au poste d'attaquant du milieu des années 1940 à la fin des années 1950, il fait l'essentiel de sa carrière à East Fife FC avec qui il remporte la Coupe de la Ligue en 1953.
Il finit sa carrière professionnelle au Berwick Rangers comme entraîneur-joueur. Il dirige ensuite notamment les sélections des Philippines, de Maurice, de Rhodésie, d'Iran, de Bahreïn, d'Irak et du Malawi.

## Palmarès
- Vainqueur de la Coupe de la Ligue en 1953 avec East Fife FC.